# Papuanella tenapa
Papuanella tenapa är en insektsart som beskrevs av Medler 2000. Papuanella tenapa ingår i släktet Papuanella och familjen Flatidae. Inga underarter finns listade i Catalogue of Life.